# 林廣親
林 廣親（はやし ひろちか、1953年3月3日 - ）は、日本近代文学研究者。専門は日本近代文学、特に戯曲、『スバル』派の研究を専門とする。
奈良県生まれ。1975年神戸大学文学部卒業。1979年東京大学大学院人文科学研究科国語国文学専門課程博士課程中退。1983年成蹊大学文学部日本文学科講師。のち助教授、教授。2021年11月時点で、中央大学特任教授・成蹊大学名誉教授。

## 著書
- 『木下杢太郎の戯曲とその思想―和泉屋染物店を中心に―』杢太郎会シリーズ第2号（1986、杢太郎会）
- 『木下杢太郎『食後の唄』を読み解く』杢太郎会シリーズ第22号（2007、杢太郎会）
- 『島村抱月の世界 ヨーロッパ・文芸協会・芸術座』井上理恵、五十殿利治、岩井眞實、林廣親、安宅りさ子、永田靖、共著（2021-11-25、社会評論社）ISBN 978-4-7845-1155-6